# 溶融塩

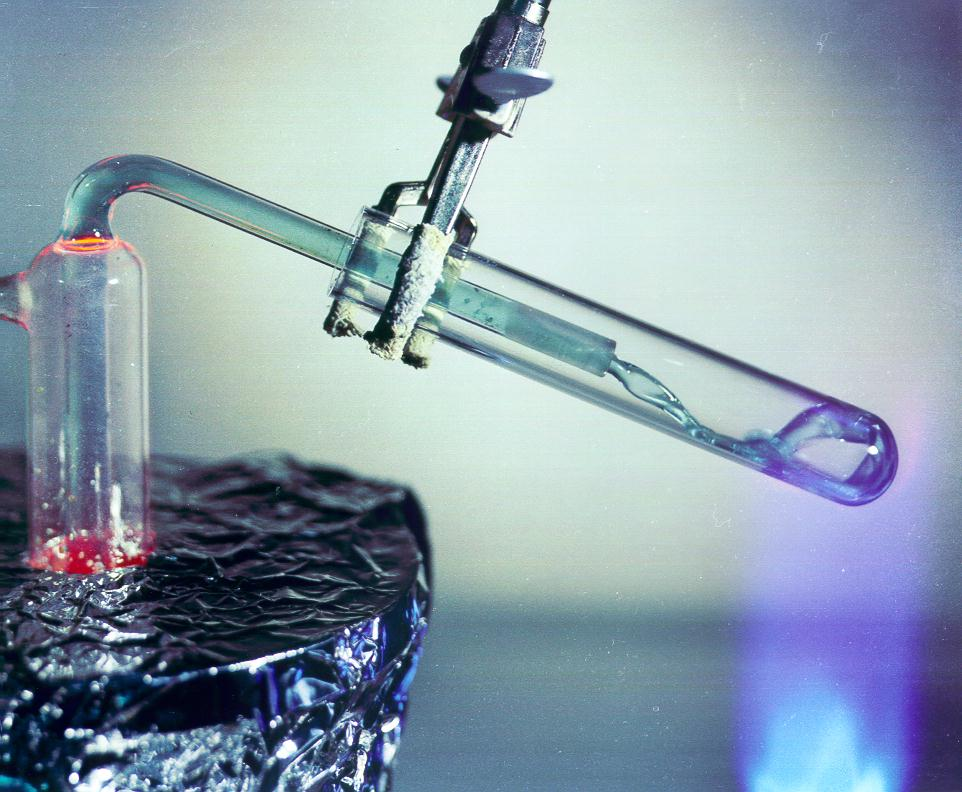
溶融したフリーベ (LiF-BeF2)

溶融塩（ようゆうえん、英: molten salt）とは、食塩などの陽イオンと陰イオンからなる塩で溶融状態にあるものや、固体塩を加熱し融解状態としたもの。約300〜1250℃の融点をもつ塩類が対象となる。文部省学術用語集化学編では融解塩[ゆうかいえん、英: fused salt]を溶融塩と同意とする。原子力分野では「溶」を「熔」の字に置き換えた「熔融塩」を用いる場合もある。また、金属製錬分野では伝統的にフラックスと呼ぶ。溶融塩の中で100-150°C以下の温度で液体状態にあるものは常温溶融塩またはイオン液体と呼ぶ。

## 性質
溶融塩中のイオンは、水溶液中のイオンとは異なりイオンの周りに中性の水分子が配位しないため、陽イオンと陰イオン間の距離が近く、イオン間のクーロン力が強い。このため、水溶液中のイオンとは異なる性質を示すことが多い。これにより次のような特徴が生じる。
- イオン導電率が高い
- 電位窓が広い
- 密度、粘性率、表面張力が水に近い
- 高温で低蒸気圧
- 他の塩類の溶解度が大、塩類の組み合わせで溶融温度や溶媒特性の調節可能
- 有機溶媒と混和しない
- 化学的に安定、不燃または難燃性大
- 高放射線耐性
- 固体から液体への融解熱が大

## 種類
溶融塩は次の4系に分類される。

### アルカリ金属ハロゲン系
イオン化エネルギーの小さいアルカリ金属やアルカリ土類金属と電子親和力の大きいハロゲンで構成される塩で、高温で融解すると陽イオンと陰イオンに解離する。イオン性の強い塩を溶解しやすいため、工業プロセスに広く利用されている。この場合、溶融温度の低減化によるエネルギー消費削減や原料物質の溶解度を上げる等のため数種類の塩を混合した複合塩を用いる事がある。
この系の例として CaCl2、NaCl-CaCl2、NaF-AlF3、LiF-BeF2等がある。

### オキシ酸塩系
陰イオンが硝酸、硫酸、炭酸、酢酸、リン酸イオン等のオキソ酸イオンからなる溶融塩で陽イオン種はLi、Na、K等のアルカリ金属である事が多い。種類により溶融温度は異なるが概してイオン導電率が高い。電位窓は陽極反応で陰イオンが分解して気体発生する電位で決まる事が多い。
この系の例として KNO3-NaNO3、LiNO3-AgNO3等がある。

### 分子性溶融塩系
AlCl3、ZnCl2やランタノイド元素のハロゲン化物などの分子性の塩に、NaClなどのアルカリ金属ハロゲン化物のようなイオン性の強い塩を混合して得られる溶融塩である。この系の溶融塩はイオン導電率が低くなるが、低融点である。
この系の例としてAlCl3-NaCl等がある。

### 常温溶融塩系
イオン液体とも言う。1-(1-butyl)-pyridinium chloride (BPC) や1-ethyl-3-methylimidazolium chloride (C2mim)の様な有機塩化物とAlCl3の分子性の塩を混合すると室温、常圧で液体となる。この有機塩化物の有機陽イオン部分は様々な分子構造を持った物を合成可能である。これにより使用目的に応じた物性を持つイオン液体を作成可能である。陰陽イオンのサイズを大きくしてクーロン相互作用を低減する（エンタルピー効果）や分子の対称性を低くして陰陽イオンのパッキングを低減させて溶融塩の融点を低減する（エントロピー効果）などが行われている。
この系の例として1914年にパウル・ヴァルデンより報告された硝酸エチルアンモニウムや臭化エチルピリジニウム-AlCl3等がある。
前記3系はイオン種の違いによる分類だが、この系は溶融温度による分類であり、他の系との区分はあいまいである。

## 用途

### 金属製錬
塩化物塩の混合物は様々な合金の焼きなましや溶接の溶剤、オーステナイト鋼のマルテンパー処理等の塩浴に用いる。また、シアン化ナトリウム等は浸炭や軟窒化処理などの表面処理塩浴に用いる。

### ガラスの強化
古来から、溶解カリウム塩中にガラスをつける事によってガラスを強化す方法が知られている。

### 溶融電気分解法よる化学物質製造
溶融塩電解は電位窓が広い事から、水溶液の電解では製造困難なアルカリ金属、アルカリ土類金属、アルミニウム、フッ素などの製造に利用される。この方法では原料物質を溶融した溶融塩を用いる事で原料濃度100%の高濃度溶液として電気分解が可能である。また、イオン導電率が高く、高温であるため反応速度や拡散速度が早くなるため生産性が高く、水溶液電解より小型の電解槽で製造が可能である。また原料塩に他の塩を添加して溶融温度を低下させて加熱エネルギーコストを下げる事も行われる。
2008年段階で下記物質が溶融塩電気分解法で工業的に生産されている。
| 製品             | 製法                             | 使用溶融塩組成/ Mol %                        |
| ---------------- | -------------------------------- | -------------------------------------------- |
| 金属アルミニウム | ゼーダベルグ法、ホール・エルー法 | NaF（75）-AlF3（25）                         |
| 金属ナトリウム   | ダウンズ法                       | NaCl-CaCl2                                   |
| フッ素ガス       | UCC法、PCP法、ICI法              | KF-HF                                        |
| 金属カルシウム   | IG法                             | CaCl2                                        |
| 三フッ化窒素     | 三井化学法                       | NH4F-HF                                      |
| 金属マグネシウム | Dow法                            | MgCl2（25）-NaCl（45-60）、CaCl2（15-25wt%） |
| 金属リチウム     |                                  | LiCl                                         |
| 金属マンガン     |                                  | MnCl2                                        |

過去には金属ベリリウム、金属ホウ素、金属シリコンの製造にも用いられたが、1990年代までに他法に取って代わられた。

### 太陽熱発電用蓄熱材
太陽熱発電は太陽光を多くの鏡で集光し、その焦点にある物質を温めその熱で発生させた水蒸気で蒸気タービンを回転させる発電方式である。この発電では昼間に太陽熱の一部を蓄熱する事で夜間も発電可能となる。この方式は太陽光、風力発電など出力が変動する発電と蓄電池を組み合わせて夜間に給電するシステムと比べ安価という利点があるため地中海沿岸諸国、アメリカ、オーストラリア、中国等で実用化を目指した開発がなされている。
この蓄熱材料として、単位重量当たりの比熱や融解潜熱が大きいアルカリ金属ハロゲン系やオキシ酸塩系の溶融塩が使用されている。
イタリアシチリア島のシラクサ近くで2010年7月に運用を開始したアルキメデス発電所ではKNO3（40%）-NaNO3（60%）溶融塩1300トンを蓄熱材とし、290°Cの溶融塩を540°Cに昇温する時の顕熱として、80MWhthのエネルギーを蓄熱する。これは同発電所の7時間分の発電エネルギーに相当する。

### 太陽熱発電用熱媒体
太陽熱発電は
- 太陽光を多数の鏡で集光する、集熱システム
- 集熱された熱エネルギーを他の部分に伝える、熱伝達システム
- 熱エネルギーの蓄熱・および熱水蒸気を発生する、熱交換システム
- 熱エネルギーを回転エネルギーに変換する、タービンシステム
- 回転エネルギーを電気エネルギーに変換する、発電機システム

で構成される。
即ち、この発電方式は熱源が太陽エネルギーである事を除けば火力発電所と同じ汽力発電技術を使用している。この汽力発電の効率はカルノーサイクルで規定され、熱交換システムで発生する水蒸気温度が高いほど発電効率が高い事が知られている。
このため集熱システム、熱伝達システムは高温で動作する事が望ましい。多くの太陽熱発電所では熱伝達システムの熱媒体として有機オイル(有機熱媒体)が用いられているが使用可能温度が低い、引火点が低い等の課題があるため、より高温で使用でき不燃性の熱媒体が望まれている。
溶融塩は高温で低蒸気圧かつ不燃または難燃性であり、さらに低密度、低粘性率のため液体を駆動するエネルギーも少なくてすむと言う特性から、太陽熱発電の熱媒体に用いられる。スペインのアンダソル太陽熱発電所ではKNO3(40%)-NaNO3(60%)溶融塩をこの目的に使用している。溶融塩を使用する蓄熱技術は、現在の大規模エネルギー貯蓄システムにおいて一番費用が低く、化石燃料や天然ガスおよび原子力発電のコストと同等とされる。

### 抽出分離用溶媒
イオン液体の中には融点が有機溶媒の沸点以下かつ有機溶媒と混和しない物がある。この様な二種の液体を用いた液液抽出が行われている。またイオン液体の種類によっては水にも有機溶媒にも混和しない物があり、これら3種類の液体を利用した抽出法の研究も行われている。

### レドックス・フロー電池用溶媒
レドックス・フロー電池(電解液循環型電池)は二次電池の一種であり、充放電回数が1万回以上、構造が単純で大型化が容易という利点があるが充電容量が小さいため実用化は困難であった。このレドックス・フロー電池ではバナジウム等を溶解した水溶液でバナジウム等を酸化還元させてエネルギーを保存する。この水溶液をイオン液体に置き換える事で溶解するイオン量を増大させ単位体積当たりの充電容量を増加させる事が可能となる。住友電工社の試算によると電池体積がリチウムイオン電池の約1/2、ナトリウム・硫黄電池の約1/4に小型化可能である。

### 溶融炭酸塩型燃料電池
燃料電池は水を電気分解して酸素と水素を発生させる反応の逆反応で、水素と酸素を反応させて電気と水を発生させる発電装置である。この電池では電解質を挿んでアノード-カソードの2つの電極を設けアノード側に水素、カソード側に酸素を供給すると酸素側がプラス極、水素側がマイナス極の電池となる。この電池は原料さえ供給し続ければ発電を続ける、その意味で電池と言うより発電装置と呼ぶ方が適切である。水系の電解質の場合電子は酸素極から水素極に向かって電解質中を水酸化イオンの形で移動する。溶融炭酸塩型燃料電池（MCFC:Molten Carbonate Fuel Cell）ではこの電解質として Li2CO3や K2CO3等の炭酸塩を約650℃に加熱した溶融塩を用いる。この電池では電子は溶融塩中の CO3イオンの形で電解質の中を移動する。この燃料電池は水系電解質を用いた電池と異なり、水素と共に天然ガスの改質ガスや石炭ガス化ガスなどに含まれるCOを燃料とする事が可能である。

### 溶融塩電池
- リチウムイオン電池は正極(プラス極)がリチウム含有金属酸化物、負極（マイナス極）が炭素系材料で非水系の電解質を用いた二次電池である。2010年時点で電解質として有機溶媒などが使用されている。これを自動車用電池として用いた場合、自動車事故に際し電池が発火する事が危惧されている。イオン液体は難燃性が高い事からそれらに替わる電解質として用いる自動車用の安全なリチウムイオン電池の開発がなされている[20]。
- ナトリウム－金属酸化物電池（通称ゼブラ電池）はAlCl3-NaClを混合して得られる、Na陽イオンとAlCl4陰イオンからなる分子性溶融塩を溶媒としFeCl2またはNiCl2を溶解した液を正極に、金属ナトリウムを負極とする二次電池である。重量当たりのエネルギー密度と出力密度が大きいためヨーロッパを中心に電気自動車用二次電池としての開発が進められている[21]。
- リチウム合金-二硫化鉄電池はFeS2を正極にLi-Al合金またはLi-Si合金を負極とし、アルカリ金属ハロゲン溶融塩のLiCl（44wt%）-KCl（56wt%）を電解質とする二次電池である。この溶融塩は溶融温度が352°Cで電池としての動作温度450-500°Cである。このため使用の際には電池を動作温度まで加熱して使う。逆に、充電後室温で保存すれば自己放電を起こさないので長期保存の保存が可能である。この電池は使用する時加熱するため（熱電池）と呼ばれている[22]。

### キャパシタ用溶融塩電解液
キャパシタは急速な充放電が可能な特性から、自動車のアイドリングストップ時の始動、ブレーキをかけた時のエネルギー回収行うための蓄電デバイスとして使われる。
キャパシタでは2枚の電極間に電解質を含む溶液を入れ、充電放電に伴い電解質中の陰陽イオンがそれぞれ別の電極に物理的に吸脱着する。このため放電容量を上げるには電解質中のイオン量が多い事が望ましい。イオン液体はそれ自体陰陽イオン濃度が100%の物質であるため充電容量が上がる事が期待されている。エチルメチルイミダゾール － ビス（トリフルオロメチルスルフォニル）イミド系などが研究されている。

### 溶融塩原子炉用冷却材
第4世代原子炉の一つの概念である溶融塩原子炉(MSR)ではフッ素系の溶融塩を一次冷却材として用いると共にその中に核燃料である UF4を溶解して使用する。この型の原子炉はアメリカのオークリッジ国立研究所で1965年に実験炉が作られた。そこでは LiF-BeF2（フリーベ）を溶媒とし ThF4-UF4 を溶解した溶融塩が用いられた。
第4世代原子炉では Lif-BeF2-ThF4-UF4 系以外にLif-Bef2-ThF4-UF3.9 系、NaF-ZrF2 －超ウラン元素系の溶融塩などの使用が検討されている。